# Александров, Юрий Константинович (конструктор оружия)
Юрий Константинович Александров (22 ноября 1934, Усть-Кут — 22 февраля 2021) — конструктор стрелкового оружия.
Родился в с. Усть-Кут Иркутской области.
Окончил Ленинградский военно-механический институт (1958) и получил направление на Ижмаш, на котором работал до 2007 года.
Работал в отделе главного конструктора над созданием самозарядной снайперской винтовки Драгунова, которая в 1963 г. была принята на вооружение.
Участвовал в разработке 100-й серии автоматов Калашникова — АК101, АК102, АК103, АК104, АК105; а также различных модификаций охотничьих карабинов «Тигр» и «Сайга».
В 1969 г. его группа разработала образец 5,45 мм автомата АЛ-7 со сбалансированной автоматикой, который успешно прошёл испытания.
С 1974 по 2002 г. главный конструктор по стрелковому оружию — заместитель начальника конструкторско-оружейного центра. В 2000–2002 гг. – заместитель начальника Конструкторско-оружейного центра ОАО «Концерн «Ижмаш».
Получил 9 авторских свидетельств, 9 патентов на изобретения и промышленные образцы и 3 Евразийских патента на изобретения.
Лауреат премии Совета Министров СССР. Награждён двумя орденами Трудового Красного Знамени (1966, 1976), орденом «Знак Почёта» (1971), медалью «За доблестный труд», знаком «Конструктор стрелкового оружия М. Т. Калашников», нагрудным знаком «Почетный оружейник».